# Pycnothele arapongas
Espèce
Pycnothele arapongas est une espèce d'araignées mygalomorphes de la famille des Pycnothelidae.

## Distribution
Cette espèce est endémique du Paraná au Brésil,. Elle se rencontre vers Arapongas, Ponta Grossa, Tibagi et Jaguariaíva.

## Description
Le mâle holotype mesure 20,49 mm et la femelle paratype 16,62 mm.

## Étymologie
Son nom d'espèce lui a été donné en référence au lieu de sa découverte, Arapongas.

## Publication originale
- Passanha, Indicatti, Brescovit & Lucas, 2014 : Revision of the spider genus Pycnothele (Araneae, Nemesiidae). Iheringia, Série Zoologia, vol. 104, no 2, p. 228-251 (texte intégral).